# Sahel (Burkina Faso)
Sahel ist eine von 13 Regionen, in die der westafrikanische Staat Burkina Faso administrativ aufgeteilt ist. Hauptstadt ist Dori. Die im Norden liegende Region umfasst die Provinzen Oudalan, Séno, Soum und Yagha, die in insgesamt 26 Departements unterteilt sind.
Die Region liegt im Norden Burkina Fasos in der Sahelregion und umfasst 36.166 km². Das Klima ist tropisch-wechselfeucht mit einer kürzeren Regenzeit als im Rest des Landes. Die Vegetation der Dornstrauchsavannen ist spärlich und fehlt in den Halbwüsten des extremen Nordens fast völlig. Ein großer Teil der Provinz gehört zum Réserve sylvo-pastorale et partielle de faune du Sahel, dem größten Schutzgebiet Burkina Fasos.
Die im Jahre 2001 geschaffene Region hat 1.094.907 Einwohner (November 2019). Vorherrschende Ethnien sind Tuareg, Fulbe und Bella.
Katholiken machen in der Region Sahel nur etwa 1 % der Bevölkerung aus. Für sie ist das Bistum Dori zuständig.
Gouverneur ist Bila Dipama.
Die Bevölkerung lebt hauptsächlich von landwirtschaftlichen Tätigkeiten, Tuareg und Fulbe sind als Viehzüchter bekannt.
Im kulturellen Bereich sind vor allem die kunsthandwerklichen Fähigkeiten der Tuareg erwähnenswert.